# Curaciones de Jesús recorriendo Galilea
Los eventos de las curaciones de Jesús recorriendo Galilea es uno de los milagros de Jesús realizados de forma general sin que exista un sujeto en particular citado en los Evangelios. Está relatado en el evangelio de Mateo (4; 23-25), está antecedido por la vocación de los primeros discípulos  y le sucede el Sermón de la montaña.

## Texto bíblico
- Según  san Mateo (4; 23-25)

Recorría Jesús toda la Galilea enseñando en las sinagogas, predicando el Evangelio del Reino y curando toda enfermedad y dolencia del pueblo. Su fama se extendió por toda Siria; y le traían a todos los que se sentían mal, aquejados de diversas enfermedades y dolores, a los endemoniados, lunáticos y paralíticos, y los curaba. Y le seguían grandes multitudes de Galilea, Decápolis, Jerusalén, Judea y del otro lado del  Jordán.

- Según  san Lucas (6; 17-19)

Bajando con ellos, se detuvo en un lugar llano. Y había una multitud de sus discípulos, y una gran muchedumbre del pueblo procedente de toda Judea y de Jerusalén y del litoral de Tiro y Sidón, que vinieron a oírle y a ser curados de sus enfermedades. Y los que estaban atormentados por espíritus impuros quedaban curados. Toda la multitud intentaba tocarle, porque salía de él una fuerza que sanaba a todos.

## Interpretación de la Iglesia católica
En estas pocas líneas se encuentra perfecto resumen del evangelista sobre los más ámplios aspectos de las actividades de Jesús. La predicación del Evangelio, que significa «buena nueva» del Reino junto con las expulsiones de los demonios y las curaciones de enfermedades son las señales concretas y específicas de la actividad de Jesús, el Mesías, de acuerdo con las profecías hechas en el Antiguo Testamento en el Libro de Isaías
La palabra lunático se aplicaba de forma genérica a las personas que tenían episodios de tipo  epiléptico y que, según la opinión vulgar estaban ligadosa las fases de la luna.